# Andrew Mobberly
Andrew Forbes Mobberley (Auckland, 10 marzo 1992) è un calciatore samoano, di origini neozelandesi, attaccante del Southern United.

## Carriera

### Club
Ha sempre giocato nel campionato neozelandese.

### Nazionale
Ha collezionato 6 presenze con la propria Nazionale.